# Лик, Николай Иванович
Никола́й Ива́нович Ли́к (1811 — начало 1870-х) — русский инженер-архитектор, градостроитель.

## Биография
Родился в 1811 году в Москве, в семье англичан-эмигрантов.
С 11 июня 1823 года учился в Институте Корпуса инженеров путей сообщения, который окончил в 1827 году.
С 1827 по 1829 год он принимал участие в создании плана окрестностей Петербурга. С 1829 года возводил шлюзы на пороге реки Свияга и Свирского канала, бечевники по рекам Свирь и Свирице, руководил строительством домов и складов на реках Волхов и Сясь.
Указом императора Николая I от 6 августа 1837 года Н. И. Лик был направлен в Нижний Новгород для выполнения градостроительных работ. Там, в 1838 году он разработал чертежи Лыковой дамбы, руководил её возведением. Также он организовал работы по ремонту кремлёвского манежа. В 1839—1840 годах разработал проект и возглавил работы по устройству Софроновской площади и Нижне-Волжской набережной.
Умер в начале 1870-х годов. Похоронен на Петропавловском кладбище (ныне парк им. Кулибина) Нижнего Новгорода.